# Comuna Umbrărești, Galați
Umbrărești este o comună în județul Galați, Moldova, România, formată din satele Condrea, Salcia, Siliștea, Torcești, Umbrărești (reședința) și Umbrărești-Deal. Comuna Umbrărești a făcut parte din județul Tecuci (Actual județul Galați) în perioada anilor 1950.
Umbrărești  este o comună în Județul Galați. Se află în Câmpia Tecuciului lângă Râul Bârlad și Râul Siret la o altitudine de 28 m deasupra nivelului mării. Populația este de 7286 locuitori. Principalul drum care trece prin localitate este drumul național 25 care asigură legătura între Tecuci si Șendreni. De la Șendreni legătura cu județul Galați este asigurată de drumul național 2B. Din comuna Umbrărești mai pornește si drumul județean 253 ce face legătura cu localitatea Viile. Drumurile care asigură buna circulație în interiorul  comunei sunt DC 57,58, 59. Drumul comunal 58 face legătura intre satul Umbrărești-Deal si satul Podoleni din comunal Barcea. Drumul comunal 57 face legătura intre satul Umbrărești-Vale și Torcești, iar drumul comunal 59 face legătura între satul Condrea si satul Salcia. Localitatea are 8063 de hectare dintre care 626 hectare intravilan si 7437 extravilan. Are 3186 de gospodării, 2600 de locuințe, 8 grădinițe și 6 școli. Este situată la 63 km de Galați si 15km de Tecuci. Conform recensământului din 2011, 90,5% din locuitori sunt români, 5,66% sunt rromi, iar restul de 3,73% are apartenență necunoscută. Majoritatea locuitorilor sunt ortodocși (93,84), iar restul au alte religii. Gospodarii comunei Umbrărești se deosebesc și prin creșterea de păsări și animale, fiind serioși producători sau prin cultivarea pământului cu soiuri autohtone de roșii, castraveți, ardei grași sau iuți, vinete, pepeni, etc. Acești țărani devin producători adevărați, competitivi pe piețele locale, produsele lor fiind căutate direct de pe câmp.

## Geografie
Comuna Umbrărești este situată  în partea de vest a județului Galați. În partea de nord localitatea se învecinează cu localitatea Movileni și Barcea. La est se învecinează cu localitatea Cudalbi, iar la sud se învecinează cu Ivești. Comuna este formata din satele Condrea, Salcia, Siliștea, Torcești, Umbrărești-Vale și Umbrărești-Deal.
Coordonatele geografice ale comunei Umbrărești sunt 45°42' latitudine nordică și 27°27' longitudine estică.

### Condiții fizico-geografice

#### Structura litologică
Geologic, teritoriul comunei menționate este constituit din formațiuni sedimentare monoclinale pe un fundament diferit precum argile, nisipuri cu intercalații de cinerite andezitice. În extremitatea sudică, peste acestea urmează depozite ponțiene și daciene, pe depozite nisipoase ale pliocenului, este larg răspândită eroziunea torențială, iar alunecările de teren sunt mai puțin răspândite. Analizând zona comunei Umbrărești și corelând datele existente, perimetrul analizat corespunde holocenului inferior, fiind reprezentat prin pietrișuri și nisipuri clădind, mai ales, prima și a doua terasă a râurilor, în timp ce holocenul superior constituie majoritatea aluviunilor luncilor și albiilor minore. Acest fapt se datorează faptului că, zona analizată este mărginită de râul Siret în partea de vest a localității, respectiv râul Bârlad în partea centrală a acesteia. Configurația terenului este în general plană, fragmentarea este redusă. Formele de relief dominante sunt caracteristice câmpiei medie și luncii înalte.

#### Relief
Comuna Umbrărești este străbătută de 4 unități de relief. Localitatea în partea de nord este străbătută de unitatea geomorfologică Câmpia Tecuciului de Vest, în centru este străbătută unitatea geomorfologică  Lunca Bârladului,  în partea de vest și sud se suprapune cu unitatea geomorfologică Câmpia Siretului, iar în partea de est se suprapune cu unitatea geomorfologică Câmpia Tecuciului de Est. Aceste unități fac parte din Câmpia Tecuciului.
Câmpia Tecuciului se manifestă ca o regiune de contact între unitatea majoră de relief a Câmpiei Române și Podișul Moldovei. Subunitatea este situată în extremitatea nord-estică a celei mai mari câmpii de pe teritoriul țării, de-a lungul malului drept al Bârladului în amonte de confluența acestuia cu Siretul. Vecinătățile acestei subunități de câmpie sunt date în regiunea estică, sudică și vestică de subunități cu caracteristici asemănătoare sub aspect altitudinal, fiind și acestea parte a Câmpiei Române. Astfel, în partea de est, Câmpia Tecuciului este limitată de contactul cu Câmpia Covurluiului, unitate sensibil superioară altimetric slab înclinată ce este adesea considerată parte componentă a Podișului Moldovei; limita dintre aceste două subunități fiind dată de valea râului Geru, afluent al Siretului. În sud-vest, Câmpia Tecuciului este mărginită de Câmpia Siretului Inferior.

Relieful județului Galați se caracterizează prin unități de câmpie și podiș, cu înălțimi ce variază între 10-20 metri în sud și 310 metri în nord. Prin poziția sa la exteriorul arcului carpatic, județul Galați ocupă zona de întrepătrundere a marginilor provinciilor fizicogeografice est-europene, sud-europene și în partea central-europeană, ceea ce se reflectă fidel atât în condițiile climatice, în învelișul vegetal și soluri cât și în structura geologică a reliefului. Genetic și evolutiv, cele două mari unități fizico – geografice în care se încadrează teritoriul județului, Podișul Moldovei și Câmpia Română, au trăsături proprii care se impun și se recunosc în relief și în specificul peisajelor. Județul Galați are un relief tabular cu o fragmentare mai accentuată în nord și mai slabă în sud, distingându-se, după altitudine, poziție și particularități de relief, cinci unități geomorfologice: Podișul Covurluiului; Câmpia Tecuciului; Câmpia Covurluiului; lunca Siretului inferior și lunca Prutului.

#### Clima
Comuna Umbrărești are un climat continental de câmpie, puternic influențat de masele de aer continentale din estul Europei. În aceste condiții, radiația solară este de 116 – 120 kcal/cm2 . Temperatura medie anuală variază între 8° și 9,8°C. Luna cu temperatura cea mai caldă este iulie, cu media de 22°C, iar cea mai rece ianuarie -3 și -4°C. Durata cu temperaturi zilnice mai mari de 10°C este de 152 zile, între 10 aprilie și 22 octombrie. Primul îngheț apare în jurul datei de 25 octombrie iar ultimul în jurul datei de 8 20 aprilie. Vântul care bate iarna este crivățul, din direcția nord-est și are o frecvență medie de 25 zile.
Regimul termic:
- temperatura medie anuală
– între 9,5°-9,6°C; - temperatura medie a lunii ianuarie
– între -3° și -4°C, iar a lunii iulie între 21° și 22°C;
- temperatura medie a anotimpului cald de 21° C, iar a celui rece de -1,7°C;
- temperatura maximă absolută a fost de 39,5° C, iar minimă absolută de -28°C;
– între 10 aprilie și 20 octombrie; - în medie primul îngheț apare la 25 octombrie, iar ultimul îngheț la 10 aprilie.
Regimul eolian:
- vânturile de nord - frecvența 26% și o viteză medie anuală de 4 - 5 m/sec;
- vânturile din sud - frecvența 14% și o viteză medie anuală de 2,5 - 3 m/sec;
- vânturile de vest - frecvența 2,6%, o viteză medie anuală de 2,8 m/sec și cu un maxim de 3,4 m/sec; - vânturile din sud - frecvența 14% și o viteză medie anuală de 2,5 - 3 m/sec.
La nivelul județului Galați luni cu precipitații mai mari sunt Iunie, Mai, Iulie 166 mm precipitații. Cele mai multe precipitații se produce în Iunie cu o medie de precipitații 66 mm. Suma anuală de precipitații în Galați este de 485 mm. Temperatura medie anuală este 16℃ în Galați. Cele mai calde luni ale anului este Iulie, cu o temperatura medie: 28℃. De obicei Ianuarie este cea mai rece lună în Galați, cu temperatura medie 1℃. Diferența intre luna mai tare: Iulie și cea mai rece lună: Ianuarie este: 27℃. Diferența dintre cel mai mare precipitații (Iunie) și precipitații mai mici (Februarie) este 40mm

Cea mai scăzută temperatură înregistrată (medie lunară) a fost -11℃ în Februarie 1954 în județul Galați. Cea mai mare temperatură înregistrată (medie lunară) a fost 27℃ în Iulie 2012 în Galați. Anul 2016 a fost cel mai cald din județul Galați, temperatura medie a fost: 14℃. Anul 1939 a fost cel mai rece, temperatura medie a fost: 8℃.

#### Hidrografie
Comuna Umbrărești este străbătută de râul Siret și râul Bârlad în partea de vest a comunei, ambele având sensuri de curgere de la nord la sud. Lungimea totală a râurilor cadastrate pe teritoriul comunei Umbrărești este de aproximativ 6.264 kilometri.
Apele subterane de adâncime de pe teritoriul județului Galați, fac parte din categoria apelor Platformei Moesiene, și din categoria celor din depresiunile de subsidență mezo – cainozoică, necutate sau slab cutate, respectiv din aria fosei pericarpatice actuale.

#### Vegetație
Vegetația reprezintă rezultatul interferenței ariilor de influență est-europeană, atlantică, sudică, al elementelor endemice și al activității antropice. În ansamblu, vegetația de silvostepă se întâlnește în Colinele Tutovei, Covurluiului și în Câmpia Tecuciului, iar cea de stepă propriu-zisă în Câmpia Covurluiului. În cea mai mare parte acestea sunt acoperite de terenuri agricole și de pajiști puternic modificate, sub raport antropic, cu păiuș, colilie sau bărboasă. Pe valea inferioară a Bârladului apar nuclee de păduri de salcâm, iar pe văile Prutului, Siretului și Dunării predomină vegetația de luncă. Vegetația arborescentă este alcătuită din păduri de gorun (Quercus petraea, Quercus dalechampii sau [[Quercus polycarpa), pe alocuri în amestec; păduri de stejar pufos (Quercus pubescens Willd, împreună cu plante mezoxerofile în parterul pădurii) ;păduri de stejar brumăriu (Quercus pedunculiflora) și păduri de salcâm (Robinia pseudaccacia). Vegetația spontană și cea agricolă instalată pe locul pădurilor de gorun și de stejar este caracterizată prin pajiști stepice xeromezofile de silvostepă. În sud-estul județului se întâlnesc pajiști xerofile de stepă și pârloage intercalate între terenuri agricole, cât și rămășițe de pajiști stepice primare. Vegetația reprezintă rezultatul interferenței ariei de influență est-europeană, sudică și atlantică. Predomină vegetația de silvostepă, o vegetație ierboasă care apare astăzi numai pe terenurile unde nu se face agricultură. Aceasta este reprezentată prin graminee și dicotiledonate. În zona luncilor se găsește o bogată floră hidrofilă (papură, stuf, rogoz, trestie), plus o vegetație acvatică bogată. La suprafața bălților apar plantele plutitoare cum ar fi ciulinul de baltă care are rădăcina fixată dar și lintița, de exemplu, care nu are rădăcina fixată. La marginea ghiolurilor întâlnim nuferi albi, nuferi galbeni, săgeata apei, stânjenelul galben, etc. Vegetația lemnoasă a luncilor cuprinde mai multe esențe moi. Întâlnim plop, răchită, salcie, arin. Gramineele sunt prezente prin tufișuri rezistente la uscăciune formate din: păiușul (Festuca vallesiaca), negara ([[Stipa capillata), pirul crestat (Agropyrum oristatum), lucerna mică (Medicago minima) etc. În afară de aceste asociații de vegetație stepică, mai sunt răspândite asociații vegetale derivate sau secundare, reprezentate prin Andropogan Ischaemun, care este rezistentă la pășunat și se instalează ușor pe terenurile degradate. Pe nisipurile fixate apar: sărăcica (Salsola ruthenica), ciulini (Cecatocarpus sarenarius) etc. Pe înălțimile mici ce separă văile între ele și pe pantele mai abrupte regăsim o vegetație de stepă ierboasă, care a favorizat formarea unui sol schelet de suprafața, în care sa acumulat o cantitate redusă de humus. în aceste părți, unde predomină materialul fin la suprafață, sunt condiții favorabile pentru pomii fructiferi și cultura viței de vie. Acolo unde predomină materialul grosier, sunt condiții pentru plantații de protecție și pășunat. Apar de asemenea, păduri de stejar în amestec cu tei și carpen, precum și păduri de stejar brumăriu, arțar tătăresc sau plantații de salcâm.   

#### Fauna
Fauna aparține biotopului stepei și silvostepei, precum și biotopului luncilor și bălților. În nord, la nivelul dealurilor mai înalte se întâlnește mistrețul (Sus scrofa) și căprioara (Capreolus capreolus). Pe valea Bârladului există un areal cu scolopendră (Scolopendra ciugulata), iar pe valea Gerului se află un areal cu dropie (Otis tarda). Fauna de silvostepă este caracterizată prin frecvența popândăului (Citellus citellus), dropiei, iepurelui (Lepus europaeus), hârciogului (Cricetus cricetus), prepeliței (Coturnix coturnix). Apele Prutului și Siretului sunt dominate de crap (Cyprinus carpio), de șalău (Stizostedion lucioperca) și de știucă (Esox lucius), uneori apărând și somnul (Silurus glanis). Dunărea inferioară cu pești marini migratori (nisetru, păstrugă, morun), pești reofili (clean, mreană, scobar, fusar, morunaș etc.), pești semimigratori (văduviță, somn, crap, plătică, avat, șalău etc.) etc. Apele Dunării în apropierea Galațiului sunt dominate de crap, iar primăvara și la începutul verii de scrumbia de Dunăre (Alosa pontica), apoi de somn, văduviță (Leuciscus idus), plătică (Abramis brama), babușcă (Rutilus rutilus carpathorossicus) și uneori sturioni – nisetru (Acipenser guldenstaedti), păstrugă (Acipenser stellatus), morun (Huso huso).

#### Soluri
Principalele tipuri de sol prezente în comuna Umbrărești  sunt solurile cu evoluție întârziată cernoziomuri subțiri de pantă și regosoluri, prezente pe versanții cu procese geomorfologice actuale active, solurile aluviale, hidromorfe lăcoviști și halomorfe sărături acoperite cu vegetație adecvată, prezente în luncile Bârladului și ale afluenților principali. Predominante sunt solurile de tip cernoziom cambic 54% și cernoziom 18%. Erodisolurile 19% sunt foste cernoziomuri degradate prin eroziune. Stațiunile sunt în majoritate de bonitate mijlocie 70% urmate de cele de bonitate inferioară 20%. Substratul litologic este variat, format din nisipuri eoliene și depozite de loess, iar tipurile de sol întâlnite sunt cernoziomuri, faeoziom vertic și psamosol molic.

## Istorie
Pe întreg teritoriul comunei au fost descoperite mărturii arheologice din diferite perioade istorice, începând cu neoliticul și epoca bronzului, continuând cu mărturii din epoca fierului, perioada daco-getică și cea daco-romană, cu elemente ce atestă locuirea umană în perioadele secolelor IV-V p. Chr.(cultura Sântana de Mureș), și secolele VIII-XI p. Chr.(cultura Dridu), încheind cu perioada medievală și modernă. Cele mai vechi mărturii arheologice datează din perioada neolitică, numeros material arheologic fiind descoperit prin cercetări de suprafață în zona de nord-est a satului Tămășeni. În această zonă a fost depistată o așezare datând din neoliticul târziu, destul de întinsă(5-6 hectare), cu materiale specifice culturii Gumelnița. Au fost făcute numeroase alte descoperiri întâmplătoare, pe teritoriul comunei, de materiale ceramice, monede, obiecte din sticlă și metal, din diferite perioade istorice. Se constată că pe întreg teritoriul ocupat astăzi de comuna Umbrărești au fost descoperite mărturii arheologice din neolitic până în epoca modernă. Se remarcă însă o mai mare densitate a acestor mărturii la nord, nord-est de fostul sat Tămășeni, precum și în zona actualului sat Siliștea unde, datorită surprinderii materialelor arheologice, ce argumentează o locuire continuă din preistorie până în evul mediu, se consideră a fi fost nucleul obștii sătești teritoriale, din care se vor desprinde apoi celelalte sate.
Stabilirea începuturilor comunității rurale de pe teritoriul actualei comune Umbrărești este dificil de făcut în absența unor izvoare scrise, ce apar abia în secolele XV-XVI, când se fac primele mențiuni privitoare la acest spațiu. Hotarele istorice ale obștii Umbrăreștilor erau mult mai întinse decât teritoriul de azi al comunei Umbrărești, întinzându-se la est până la Valea Herataului, la vest dincolo de albia actuală a Siretului, până la pârâul Dimaci, la nord în linii mari pe actualul hotar cu Barcea și Umbrărești, iar la sud este tot un hotar convențional ce pleacă de la Valea Herataului, având la sud moșia Blăjerilor, de pe actualul teritoriu al Iveștiului, trecând peste Bârlad și Siret până la pârâul Dimaci. Procesul de aservire a teritoriului obștilor și a populațiilor din acestea, de către domnie și boierime, poate fi surprins documentar și în evoluția comunității umbrăreștene. Astfel o primă parte a teritoriului ce se consideră a fi fost locuit de obștea umbrăreșteană și anume perimetrul aflat între Bârlad și Bârlovița, pe teritoriul Torceștilor, în sudul comunei actuale, este pus prin hrisovul domnesc din 15 iulie 1448, în grija și sub ascultarea boierilor Cernat ploscarul și fratelui său, Șteful. O altă parte din localitate numită „Țigăneii”, situată între Bârlovița și Siret, care este amintită într-un document de la Ștefan cel Mare, din anul 1495, emis la Vaslui în 12 ianuarie, este dăruită de către domnitor lui Alexa, Giurca, Dragoșe și lui Giurgiu(„un sat la Dimaci, anume Țigăneii”). Partea de sus a obștii umbrăreștene va deveni proprietate boierească începând cu secolul al XVII-lea, când satele și moșiile Boziești, Umbrărești, Tămășeni sunt amintite în documente având diferiți proprietari. Printre proprietarii moșiilor din arealul umbrăreștean amintim, pe Gavriliță Costache, care la 1685 lasă pământurile din Umbrărești fiului cu numele de Costachi, pe Iordache Costache ce devenea stăpân pe moșia Țiganeii, pe hatmanul Isac Balica, ce stăpânea Bozieștii de Jos și Bozieștii de Sus, familia Corpaci, ce aveau în posesie Tămășenii, dintre care cel mai cunoscut ramâne vornicul Ionașco Corpaci, amintit într-un document de la 1687. În secolul al XVIII-lea îl întâlnim pe Manolache Costache stăpân pe moșia Umbrărești, Gavril Conachi la Tămășeni, iar Gavril Miclescu în Boziești de Jos.

## Satele componente
Dintre actualele localități componente, cea mai veche datare o are satul Torcești, care este atestat în noiembrie 1633. Umbrărești este atestat la 28 noiembrie 1635, fostul sat component, Boziești la 4 aprilie 1645, Tămășeni la 1687, Condrea la 1774. Siliștea apare ca sat la 1864, în urma împroprietăririi din acel an, iar Salcia ca sat în comuna Umbrărești, la 1871. Umbrăreștii-Deal este înființat în 1933.
Torcești
Atestat la 1633, Torceștii apar spre sfârșitul secolului al XVIII-lea, la 1772, ca sat în ținutul Tecuci, ocolul Bârladului, în proprietatea vistiernicei Anastasia Racoviță. În anul 1803 apare înregistrat tot în ocolul Bârladului, dar ca proprietar apare spătarului Alecu Greceanu. În 1832, include satul Poșta Torcești, ce a fost la sud-est de Torcești, pentru ca în anul următor, 1833, să treacă la ocolul Siretului. Este denumit, în acest timp, Torceni. Apoi pierde o parte din teritoriu, pe care se formează satul Slobozia Torcești, în 1838, iar în 1845 include siliștea Țigănei, atestată la 12 ianuarie 1495, ce fost la sud-est de satul Condrea. În 1859, cuprinde cătunul Cioara (a fost înspre satul Ivești) și satul Blăjerii de Sus. La 1864 este comună în județul Tecuci, plasa Bârlad, formată din satele Blăjerii de Sus și Torcești. Comuna Torcești este desființată în 1875 și satul Torcești trece la comuna Ivești. În 1929 devine sat în comuna Barcea, când pe o parte din teritoriu se formează satul Atârnați, care dispare în anul 1956, fiind înglobat în satul Ivești. Trece la comuna Umbrărești în 1931 și pierde peste un deceniu, cătunul Cioara, alipit la satul Blăjerii de Sus. Prin legea din 1968 devine sat component al comunei Umbrărești.
Condrea
A apărut ca sat în ținutul Tecuci, ocolul Bârladului, la anul 1774, înregistrat în recensământ împreună cu satul Umbrărești. În 1833 apare în ocolul Siretului și este numit satul Condrii. În anul 1864, devine sat component al comunei Umbrărești, pentru ca la 1876 să treacă la comuna Ivești și să revină la Umbrărești în 1887. În anul 1929 este inclus în comuna Barcea și readus la comuna Umbrărești în anul 1931. La reorganizarea administrativă, de după cel de al doilea război mondial, devine comună în raionul Tecuci, în 1956, formată din satele Condrea, Salcia și Siliștea. Este desfiintată în 1968, când rămâne sat al comunei Umbrărești.
Salcia 
A apărut ca sat în comuna Umbrărești, în anul 1871, pentru ca la 1876 să treacă la comuna Ivești și să revină în 1887, la comuna Umbrărești. Ca și Condrea, în 1929, Salcia este inclusă în comuna Barcea, trecând apoi, în 1931, la comuna Umbrărești.
Deși urmele arheologice demonstrează o locuire din cele mai vechi timpuri, îndeosebi în perioada medievală, satul Siliștea apare distinct consemnat în documente abia la împroprietărirea din 1864.
Umbrăreștii-Deal
S-a înființat în 1933, când se numea Generalul Eremia Grigorescu, dependent de comuna Umbrărești, a primit în 1950 numele de Vasile Roaită. Prin Legea nr. 35 din 18 mai 1996 (MO nr. 102, 29 mai 1996) primește denumirea Umbrăreștii-Deal.
Umbrărești
Atestat încă de la 1635, Umbrăreștii apar la începutul secolului al XVIII-lea, în documentele de epocă, ca două unități fiscale distincte, partea răzeșească și cea boierească. La 1772, Umbrăreștiul apare ca sat în ținutul Tecuci, ocolul Bârladului, fiind în proprietatea logofetesei Manolochioaia Costache, iar în 1774 este înregistrat împreună cu Slobozia Condrea. Satul și moșia devenite boierești vor include comunitățile din Siliștea, Boziești si Tămășeni și vor forma din 1803 o singură unitate administrativă și fiscală sub numele de Slobozia-Umbrărești, cu pecete satească proprie. Tot la 1803 satele Umbrărești și Slobozia-Umbrărești se aflau în proprietatea vornicului Gavril Conachi. În 1832, pierde satul Slobozia Condrea, iar un an mai târziu, devine sat în ocolul Siretului.
În anul 1875 comuna Umbrărești este desființată și satul trece la comuna Ivești. După 12 ani, comuna Umbrărești este reînființată în plasa Bârlad-Nicorești, fiind formată din satele Condrea, Salcia, Siliștea și Umbrărești.
După al doilea război mondial, Umbrăreștiul este comună în regiunea Putna, raionul Tecuci(1950), formată din satele Condrea, Salcia, Siliștea, Slobozia (în loc de Slobozia Umbrărești), Torcești, Umbrărești și Vasile Roaită (în loc de Generalul Eremia Grigorescu), iar din 1952 include și satul Tămășeni. În 1954 este comună în Regiunea Galați, raionul Liești, iar în 1956 pierde satele Condrea, Salcia și Siliștea, pentru ca în 1965 să treacă în raionul Tecuci. La reorganizarea administrativă din 1968 se înființează comuna Umbrărești, inclusă în județul Galați, fiind formată din satele Condrea, Salcia, Siliștea, Torcești, Umbrărești și Umbrărești-Deal.

## Activități economice predominante
Agricultura este o ramura importantă a economiei comunei Umbrărești. An după an crește preocuparea în ceea ce privește asigurarea unor condiții europene pentru agricultură. Agricultura practicată de către locuitorii comunei Umbrărești este reprezentată în principal de cultura cerealelor, plantelor tehnice, legumelor și creșterea animalelor. Beneficiind de condiții optime de desfășurare a acestor activități, legumicultura reprezintă pentru majoritatea familiilor sursa de existență. Cu toate greutățile privind valorificarea producțiilor legumicole această îndeletnicire strămoșească nu este încă abandonată. La nivelul comunei Umbrărești nu sunt suprafețe irigabile. Creșterea animalelor specifice zonei sunt oile, bovinele și mai nou caprinele.
Comerțul de mărfuri este un sector distinct în economie și este într-o relativă dezvoltare în comparație cu alte sectoare. În sectorul cu capital privat, s-au format societăți comerciale, asociații familiale, întreprinderi individuale, din care identificăm magazine mixte, depozite de materiale de construcții, și centre de butelii. În comuna Umbrărești, alcătuită din cinci sate, erau înregistrați în anul 2011 - 30 agenți economici. Comparând structura sectorului economic după domeniul de activitate cu structura la nivel județean constatăm că există câteva caracteristici specifice. În primul rând, ponderea agenților economici ce desfășoară activități în domeniul agriculturii, silviculturii este mai mare atât față de media județeană dar și față de regiunea de dezvoltare Sud - Est căreia i se subscrie această zonă. Interesant de remarcat este faptul că, ponderea agenților economici din domeniul industriei prelucrătoare este extrem de mic aproape inexistent comparativ cu ponderea la nivel județean.

## Aer
Principalele activități care poluează aerul la nivelul județului Galați sunt: Energia, industria, transportul, agricultura.
   Energia
Categoria de activități incluse în sectorul „Industrii energetice” se referă la arderea combustibililor în scopul producerii de energie (electrică sau termică) din surse punctuale. Poluanții principali emiși în atmosferă din activitățile incluse în categoria „Industrii energetice” sunt: particule totale în suspensie, particule cu diametrul < 10 µm, particule cu diametrul < 2,5 µm, oxizi de sulf, oxizi de azot, oxizi de carbon, compuși organici volatili nemetanici, metale și compușii acestora, amoniac. 

    Industrie
Emisiile atmosferice rezultate din industrie sunt specifice fiecărui tip de activitate desfășurată, ca de exemplu:
- fabricarea varului - emisiile atmosferice rezultate includ emisii de particule din activitatea minieră, din manipularea, sfărâmarea, cernutul și calcinarea calcarului/pietrei de var precum și emisiile în aer ale poluanților generați în timpul arderii combustibililor din cuptoare. Aceste emisii nu sunt foarte semnificative raportate la o scală globală sau chiar regională;
- asfaltarea drumurilor – reprezintă o sursă principală de emisii de particule în suspensie și compuși organici volatili;
- emisiile rezultate în urma exploatării miniere sau din activitatea de construcții și demolări sunt particulele în suspensie;
- industria fontei și oțelului constă în combinate siderurgice în care se fabrică fontă și oțel, oțelării pentru fabricarea oțelului din fier vechi, unități independente de fabricare a fontei, cocserii independente. Această industrie reprezintă o sursă semnificativă de emisii de metale grele, dioxine și furani, dar și particule, oxizi de azot, monoxid de carbon, bifenili policlorurați și hidrocarburi aromatice policiclice. 

   Transport
Transportul este una din principalele cauze de contaminare a aerului cu gaze poluante și particule ultrafine produse de motoarele pe benzină sau motorină. Ca substanțe poluante, pe primul loc se situează gazele de eșapament. Volumul, natura și concentrația poluanților emiși, depind de tipul de autovehicul, de natura combustibilului și de condițiile tehnice de funcționare. Se evidențiază în mod deosebit gazele cu efect de seră (CO2, CH4, N2O), acidifianți (NOx, SO2), metale grele (Cd, Pb), hidrocarburi policiclice aromatice, compuși organici volatili, etc.
    Agricultura
Reprezintă atât o sursă principală de emisie a gazelor cu efect de seră, cât și amoniac, oxizi de azot, compuși organici volatili non-metanici, particule: - fertilizarea cu îngrășăminte pe bază de azotați, care are ca efect emisia de protoxid de azot, compuși organici volatili non-metanici, amoniac; - fermentația enterică provenită de la efectivele de animale din sectorul zootehnic, având ca efect emisia de metan – reprezintă cca 40% din cantitatea de emisii de metan la nivelul UE; - gestionarea reziduurilor din sectorul zootehnic (dejecțiile solide), care sunt responsabile de emisiile de metan, protoxid de azot și amoniac.

## Apa
Principalul emisar al apelor de precipitații din zona comunei  Umbrărești îl constituie râul Siret care trece prin vestul localității și desparte județul Galați de județul Vrancea. Rețeaua hidrografică a comunei Umbrărești este formată  și din râul Bârlad, afluent al Siretului.
Din analiza statistică realizată de SGA GALAȚI – Direcția Apelor Prut Iași în perioada 2003-2009 s-a constatat ca râul Bârlad este cel mai poluat râu care străbate județul Galați, în special în lunile de vară, din cauza debitelor reduse, vitezei de scurgere relativ mici, oxigenării deficitare care micșorează capacitatea de autoepurare a apelor. În urma monitorizării realizate în mai multe secțiuni de control s-au constatat următoarele:
·      S-au semnalat depășiri ale limitelor admisibile atât in regimului oxigenului, cât și la ioii generali de salinitate și nutrienți.
·      Gradul de poluare este mai pronunțat în lunile de vară când substanțele organice reduc concetrația  de oxigen dizolvat în apă ca urmare a proceselor biochimice.
·      Deși în anii 2006  si 2007 evoluția calitativă a apei a cunoscut o îmbunătățire, în anii 2008 – 2009 s-a constat o stare mai puțin bună a calității apei râului, din cauza viiturilor care s-au înregistrat în perioada aprilie-septembrie 2008, care au contribuit la încărcarea cursului de apă cu materii în suspensie antrenate de pe versanți si din sedimente depuse.

## Sol
Poluarea solului în zonă este determinată de activitățile agricole și zootehnice, ca urmarea a utilizării unor tehnologii de fertilizare inadecvate tipului de sol din zonă, respectiv utilizarea unor doze mai mari de fertilizanți fără să fie realizate studii pedologice și agrochimice, depozitarea gunoiului de grajd pe platforme neamenajate. Totodată și depozitarea deșeurilor menajere în depozite neconforme din punct de vedere al legislației de mediu au contribuit la poluarea solului din zonele aferente amplasamentelor acestora.
Lipsa unui sistem centralizat de canalizare și utilizarea unor sisteme de tip bazin absorbant neimpermeabilizate contribuie la contaminarea solului, subsolului și a apei freatice. Pentru protecția solului, în special a zonelor cu risc natural, sunt necesare lucrări de amenajare și consolidare a terenurilor în pantă, precum și împădurirea acestora.

## Deșeuri
În sensul Directivei 2008/98/CE privind deșeurile, „deșeurile” reprezintă orice substanță sau obiect pe care deținătorul le aruncă, sau are intenția sau obligația să le arunce. Până la data de 16.07.2009 locuitorii transportau deșeurile din gospodării la cele  patru platforme de gunoi neconforme de gunoi din comună. La sfârșitul lunii iunie 2009, Consiliul Local a reușit reabilitarea celor patru platforme conform prevederilor legale, urmând o procedură simplificată: compactare, acoperire și uniformizare a stratului de pământ.
În prezent deșeurile din comuna Umbrărești sunt colectate de mașinile de gunoi si depozitate la gropile de gunoi autorizate.

## Strategii de dezvoltare
Unul dintre cele mai reprezentative proiecte duse la bun sfârșit în comuna Umbrărești a fost asfaltarea a 30km de drumuri comunale, din satele Umbrărești-Deal, Umbrărești-Vale, Torcești, Condrea, Salcia și Siliștea. Comuna a mai reușit să atragă fonduri europene pentru modernizarea a 5km de drumuri de exploatație agricolă, de la limita cu comuna Ivești, prin extravilan, până la drumul comunal DC58 (intrarea în fostul CAP). În momentul de fată principalul proiect din comuna Umbrărești este racordarea localității la sistemul de gaze. Acest proiect se afla în stadiul studiului de fezabilitate, iar o data cu finalizarea acestuia vor începe lucrările. Termenul de finalizare este 2024. Banii pentru acest proiect s-au dat atât de la Guvernul României cât și de la Consiliul Județean Galați. Printre proiectele în derulare  mai sunt asfaltarea puținelor străzi care au rămas neasfaltate și racordarea celorlalte sate la sistemul de canalizare, unde acesta nu a ajuns. Pentru aceste proiecte s-au acordat bani de la bugetul local. Printre strategiile de dezvoltare a comunei este încurajarea și sprijinirea fermierilor și antreprenorilor locali, prin formarea unei echipe de angajați la nivelul primăriei, care să ofere consultanță gratuită pentru accesarea fondurilor europene și fondurilor guvernamentale. Totodată se mai dorește atragerea investitorilor. Pentru cultură și culte se are în vedere: modernizarea, extinderea și dotarea Căminului Cultural și sprijinirea tuturor bisericilor din Umbrărești.

## Biblioteca
Prima instituție culturală de pe raza comunei Umbrărești a fost "Înfrățirea" care a luat naștere la 17 octombrie 1937. Cu un an înainte, la 13 septembrie 1936, funcționa în satul Salcia, într-o casă particulară o instituție culturală sub conducerea lui Ion Simionescu. Colecția cuprindea circa 357 de volume, majoritatea cărților fiind de literatură. În Umbrărești biblioteca funcționa tot într-o casă particulară aparținând familiei Mironescu. Colecția cuprindea 100 de volume și conținea cărți de literatură.
În noiembrie 1958 s-a construit Căminul Cultural Umbrărești și o sală special amenajată pentru bibliotecă, preluându-se și colecția de cărți de la Salcia și Umbrărești. Biblioteca comunală s-a înființat în anul 1960. Colecția bibliotecii la început a fost foarte restrânsă numărând numai 150 de volume în cea mai mare parte cu conținut religios. Numărul volumelor a crescut de la an la an din achiziții și donații de la Ministerul Culturii. Prima înregistrare din registrul inventar datează din anul 1962 și toate cărțile erau de opere complete de I.L. Lenin și K. Marx cca. 89 de volume. Din informațiile furnizate de foștii bibliotecari a reieșit că a existat interes pentru carte încă de la primele împrumuturi. De asemenea, se organizau recenzii de carte, prezentări de carte, întâlniri cu autorii (Ilie Tănăsache), se organizau baluri, matinee, etc.
În prezent, biblioteca comunală Umbrărești funcționează tot în incinta Căminului Cultural, având ca spațiu 2 camere cu 147,95 metri liniari. Colecția a început de la 457 volume și s-a ajuns la 1 ianuarie 2009, la 12.655 volume, cuprinzând cărți din toate domeniile: filosofie, științe social-politice 1540 de volume, științe exacte, tehnică, geografie 1785 de volume, lingvistică-filologie 8678 volume, artă, sport 652 volume.

## Demografie
Componența etnică a comunei Umbrărești
     Români (87,15%)
     Romi (4,18%)
     Alte etnii (0,08%)
     Necunoscută (8,58%)
Componența confesională a comunei Umbrărești
     Ortodocși (90,41%)
     Alte religii (0,69%)
     Necunoscută (8,9%)
Conform recensământului efectuat în 2021, populația comunei Umbrărești se ridică la 5.932 de locuitori, în scădere față de recensământul anterior din 2011, când fuseseră înregistrați 6.628 de locuitori. Majoritatea locuitorilor sunt români (87,15%), cu o minoritate de romi (4,18%), iar pentru 8,58% nu se cunoaște apartenența etnică. Din punct de vedere confesional, majoritatea locuitorilor sunt ortodocși (90,41%), iar pentru 8,9% nu se cunoaște apartenența confesională.
Populația comunei Umbrărești este de 7286 locuitori, cuprinsă în 2399 gospodării. Din totalul populației, 51% îl reprezintă populația de sex feminin, iar 49% îl reprezintă populația de sex masculin.
Revenind la principalii INDICATORI DEMOGRAFICI : natalitatea, mortalitatea s-ar prezenta în felul următor:
    Natalitatea (N) - reprezentând numărul de nașteri la 1000 de locuitori, a avut la Umbrărești în anul 2019 o valoare de 4,6% destul de mică față de perioada de dinainte de 1989, dar mai mare decât media națională. În anul 2019, potrivit INS în comuna Umbrărești s-au născut doar 34 de copiii.
     Mortalitatea (M) - a fost în anul 2019 de 12,3 %. În acel an au decedat 90 de persoane. Mortalitatea infantilă (numărul de decese la copiii sub un an) este de 29,4 %. În anul  2019 doar un copil sub 1 an a murit.  Numărul copiilor născuți morți (produsul concepției, expulzat sau extras complet din corpul mamei după o durata a sarcinii de cel puțin 28 de săptămâni și care, după aceasta separare, nu prezintă nici un semn de viața.) în anul 2019 este de 13.
Populația activă este în procent de 85% școlarizată, nivelul de instruire plecând de la școala generală și mergând până la învățământul superior.
Densitatea populației se află în general sub nivelul densității medii calculate la nivel național de 96 locuitori/km2 dar peste media la nivelul Regiunii Sud - Est de 79, 6 loc/kilometru2 .
În ultimii 10 ani populația este într-o continuă descreștere. Principalele cauze sunt îmbătrânirea populației si împuținarea tinerilor.

## Politică și administrație
Comuna Umbrărești este administrată de un primar și un consiliu local compus din 15 consilieri. Primarul, Ionel Stratulat[*], de la Partidul Social Democrat, este în funcție din octombrie 2020. Începând cu alegerile locale din 2024, consiliul local are următoarea componență pe partide politice:
|  | Partid                          | Consilieri | Componența Consiliului | Componența Consiliului | Componența Consiliului | Componența Consiliului | Componența Consiliului | Componența Consiliului | Componența Consiliului |
|  | ------------------------------- | ---------- | ---------------------- | ---------------------- | ---------------------- | ---------------------- | ---------------------- | ---------------------- | ---------------------- |
|  | Partidul Național Liberal       | 7          |                        |                        |                        |                        |                        |                        |                        |
|  | Partidul Social Democrat        | 7          |                        |                        |                        |                        |                        |                        |                        |
|  | Alianța pentru Unirea Românilor | 1          |                        |                        |                        |                        |                        |                        |                        |

## Personalități născute aici
- Dionisie Constandache, cleric de stil vechi.